# Mikromischer
Mikromischer sind Bauteile der Mikrofluidik. Sie werden in der Verfahrenstechnik zum Vermischen von Fluiden genutzt.

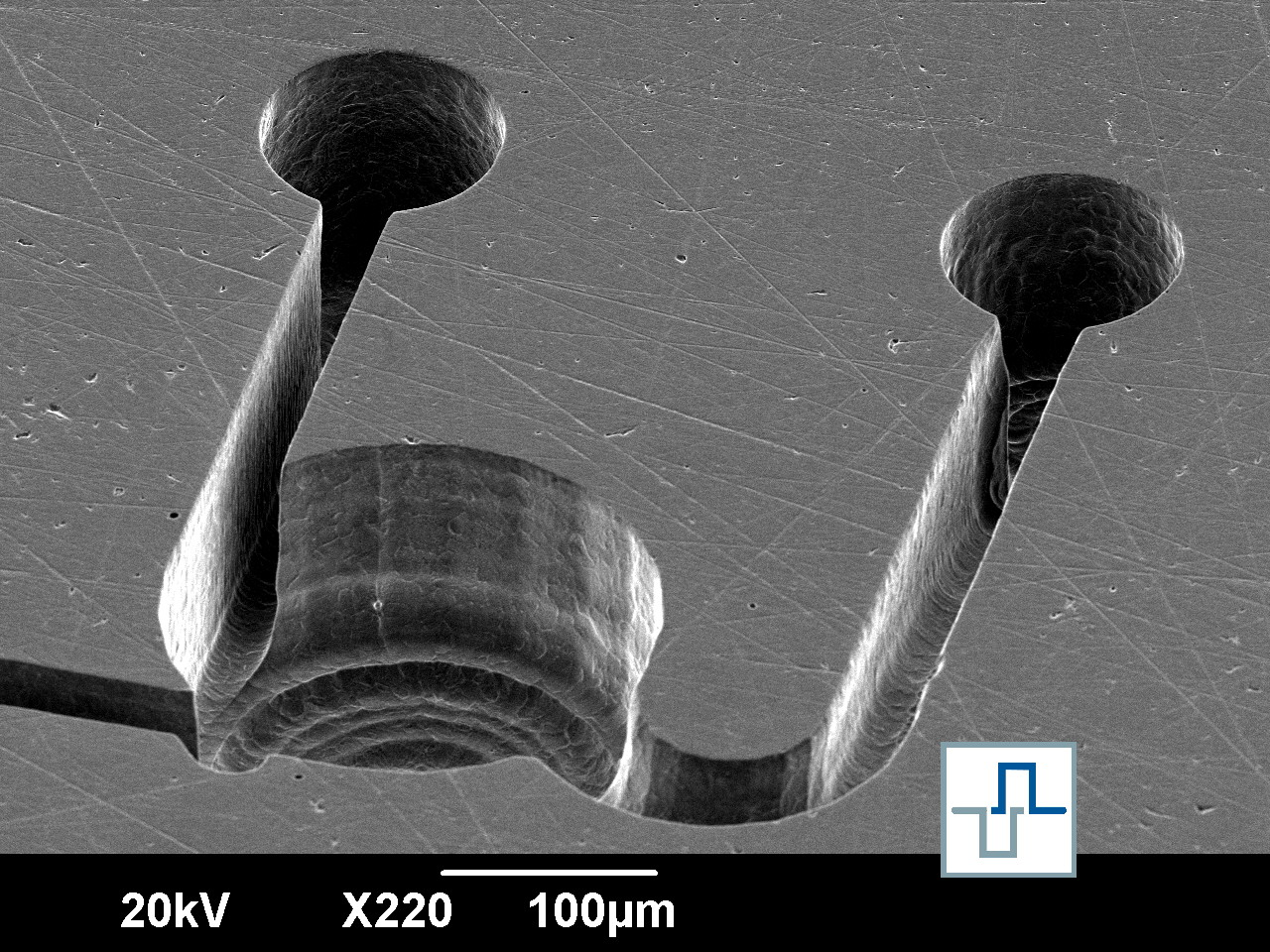
Mikromischerstruktur

## Anwendung
Mikromischer können kleinste Mengen an Substanzen mischen und werden in der pharmazeutischen und chemischen Industrie verwendet. Aus strömungstechnischen Besonderheiten im Bereich der Gewichtskraft und der inneren Reibung verhalten sich mikrofluide Prozesse anders als makrofluide, so dass andere Effekte z. B. bei der Nanopartikelherstellung, erzielt werden können.

## Technik
Man unterscheidet folgende Mischertypen:
- Standard-Mischer:

Funktioniert nach dem Multilaminationsprinzip. Zwei Masseströme werden in Mikrokanäle (Kanäle mit Durchmessern von unter 1 mm) aufgeteilt und in einen Mischraum geführt. Durch geeignete, benachbarte Anordnung der Auslässe wird eine effektive Vermischung erzielt.
- Zyklonmischer:

Durch einen tangentialen Eintritt in den Mischraum werden die zu mischenden Fluide in Rotation versetzt. Durch strömungsmechanische Vorgänge kommt es zur Vermischung.
- Coriolis Mikroreaktor:

Auf einer sich drehenden Scheibe werden die zu mischenden Fluide durch Mikrokanäle gepumpt. Der hierbei auftretende Corioliseffekt bewirkt eine Vermischung.
- Akustische Mischer:

Ein piezoelektrischer Oszillator überträgt eine hochfrequente Schwingung auf Bläschen, die in Kavitäten immobilisiert sind. Durch akustische Oberflächenwellen wird eine Mikro-Strömung („acoustic streaming“) im flüssigen Medium induziert, welche den Mischprozess antreibt. Für eine maximale Mischleistung werden die Gasbläschen bei ihrer eigenen Resonanzfrequenz zur Schwingung angeregt.